# Tambov
Tambov (rusko: Тамбов, IPA: [tɐmˈbof]) je največje in glavno mesto Tambovske oblasti v osrednji Rusiji ob sotočju rek Cne in Studenca, okrog 418 km jugo-jugovzhodno od Moskve. Leta 2021 je imel 261.803 prebivalce.
Ime »Tambov« izhaja iz mokšanske besede (mokšansko томбале, latinizirano: tombale, dob. 'druga stran, nedostopen').
Po mestu je poimenovana jurišna jedrska podmornica razreda Ščuka Severne flote Ruske vojne mornarice.

## Geografija
Mesto je bilo enako kot druga utrjena mesta in so ga sestavljali kremelj, zapor in majhna naselbina. Izbrano mesto je bilo v celoti skladno z zahtevami utrdbe. S severa in vzhoda so utrdbo obdajale reke, z zahoda in juga pa je bila zaščitena z umetnim jarkom, napolnjenim z vodo reke Studenec. Kremelj je obdajal šestmetrski lesen zid z 12 stolpi, z jugozahodne strani mu je bil pridružen zapor, ki je bil prav tako obdan z zidom, za reko pa je bila naselbina. V okviru kremlja so bili zgrajeni cerkev, hiša vojvode, več upravnih zgradb in mobilna klet.

## Zgodovina
Mesto je ustanovil car Mihail Fjodorovič z dekretom 17. aprila 1636 (po julijanskem koledarju). Sprva je bila obmejna trdnjava zgrajena za obrambo pred Krimskimi Tatari, vendar se je njen vojaški pomen hitro zmanjšal, povečal pa se je trgovinski in upravni pomen.
V prvi polovici 17. stoletja je rusko carstvo zgradilo Belogorsko obrambno linijo za zaščito pred napadi nomadov in za okrepitev južnih mej. Na liniji je bilo zgrajenih več mest, vključno s Tambovom. V diplomi Mihaila Fjodoroviča s 17. aprila 1636 (julijanski koledar) piše: »Za postavitev Šatske Ukrajine na polje, na reko Cno, na ustje reke Lipovice in urediti ljudi za služenje.« Prvotno ime mesta se je zapisovalo »Tonbov« in se je povezovalo s predpostavljenim mestom trdnjave na reki Lipovici nasproti mordvinske vasi Tonbov in istoimenske reke. Vendar je bila dejanska trdnjava zgrajena na drugem mestu, dolvodno po reki Cni, na ustju reke Studenec. Vodja gradnje in prvi vojvoda nove trdnjave, stolnik Roman Boborikin je izbral boljše mesto za trdnjavo po vojaških in trgovinskih kriterijih. Od prvih let obstoja trdnjave so Krimski in Nogajski Tatari napadli več kot enkrat. Tambovska garnizija je uspešno odbila skoraj vse napade prebivalcev stepe, vendar je prišlo tudi do porazov.

## Znani domačini
- Andrej Kalmogorov, matematik
- Sergej Vasiljevič Rahmaninov, skladatelj in pianist
- Constantin Fahlberg, kemik, ki je odkril saharin